# Филаре-Боскето-Минијера (Гросето)
Филаре-Боскето-Минијера (итал. Filare, или чак Filare-Boschetto-Miniera) је насеље у Италији у округу Гросето, региону Тоскана.
Према процени из 2011. у насељу је живело 535 становника. Насеље се налази на надморској висини од 127 м.